# 骸晶
| ウィキペディアには「骸晶」という見出しの百科事典記事はありません（タイトルに「骸晶」を含むページの一覧/「骸晶」で始まるページの一覧）。 代わりにウィクショナリーのページ「骸晶」が役に立つかもしれません。 |